# دوستیابی ناشناس
دوستیابی ناشناس یا قرار کورکورانه (به انگلیسی: Blind Dating) فیلمی محصول سال ۲۰۰۶ و به کارگردانی جیمز کیچ است. در این فیلم بازیگرانی همچون کریس پاین، ادی کی توماس، آنجالی جی، استیون توبولوسکی، جین سیمور، جیما میز، سندهیل رامامورثی، کتی میکسون و اقبال طبا ایفای نقش کرده‌اند.